# Dremomys rufigenis
Dremomys rufigenis is een zoogdier uit de familie van de eekhoorns (Sciuridae). De wetenschappelijke naam van de soort werd voor het eerst geldig gepubliceerd door Blanford in 1878.